# Arnaud Bédat
 (août 2023).
La mise en forme du texte ne suit pas les recommandations de Wikipédia : il faut le « wikifier ».
Les points d'amélioration suivants sont les cas les plus fréquents. Le détail des points à revoir est peut-être précisé sur la page de discussion.
- Les titres sont pré-formatés par le logiciel. Ils ne sont ni en capitales, ni en gras.
- Le texte ne doit pas être écrit en capitales (les noms de famille non plus), ni en gras, ni en italique, ni en « petit »…
- Le gras n'est utilisé que pour surligner le titre de l'article dans l'introduction, une seule fois.
- L'italique est rarement utilisé : mots en langue étrangère, titres d'œuvres, noms de bateaux, etc.
- Les citations ne sont pas en italique mais en corps de texte normal. Elles sont entourées par des guillemets français : « et ».
- Les listes à puces sont à éviter, des paragraphes rédigés étant largement préférés. Les tableaux sont à réserver à la présentation de données structurées (résultats, etc.).
- Les appels de note de bas de page (petits chiffres en exposant, introduits par l'outil «  Source ») sont à placer entre la fin de phrase et le point final[comme ça].
- Les liens internes (vers d'autres articles de Wikipédia) sont à choisir avec parcimonie. Créez des liens vers des articles approfondissant le sujet. Les termes génériques sans rapport avec le sujet sont à éviter, ainsi que les répétitions de liens vers un même terme.
- Les liens externes sont à placer uniquement dans une section « Liens externes », à la fin de l'article. Ces liens sont à choisir avec parcimonie suivant les règles définies. Si un lien sert de source à l'article, son insertion dans le texte est à faire par les notes de bas de page.
- La présentation des références doit suivre les conventions bibliographiques. Il est recommandé d'utiliser les modèles {{Ouvrage}}, {{Chapitre}}, {{Article}}, {{Lien web}} et/ou {{Bibliographie}}. Le mode d'édition visuel peut mettre en forme automatiquement les références.
- Insérer une infobox (cadre d'informations à droite) n'est pas obligatoire pour parachever la mise en page.

Pour une aide détaillée, merci de consulter Aide:Wikification.
Si vous pensez que ces points ont été résolus, vous pouvez retirer ce bandeau et améliorer la mise en forme d'un autre article.
Pour les articles homonymes, voir Bédat.
Pour les autres membres de la famille, voir Famille Bédat.
Arnaud Bédat, né le 8 mars 1965 à Porrentruy et mort le 20 juillet 2023, est un journaliste suisse d'investigation et grand reporter.

## Biographie
Arnaud Bédat naît dans une famille de trois enfants. Son père meurt alors qu'il a treize ans. Vers quatorze ans, il commence à faire des piges dans le journal local Le Démocrate. À seize ans il effectue un apprentissage de libraire,,.
Ancien globe-trotter de l'émission des télévisions francophones La Course autour du monde en 1983 et 1984, il est ensuite reporter à L'Illustré de 1992-2021.
Parmi ses enquêtes marquantes, les tragédies de l'Ordre du Temple solaire, la catastrophe du vol Swissair 111 près d'Halifax, la première interview de Sergueï Mikhaïlov après sa libération des prisons genevoises, ainsi que celle de Pavel Borodine à Moscou, la cavale suisse de Maurice Papon, l'affaire Bertrand Cantat à Vilnius, l'affaire du banquier Édouard Stern, l'affaire DSK et les premières photos de Nafissatou Dialo, l'affaire Vinokourov (achat de sa victoire dans Liège-Bastogne-Liège), l'affaire Roman Polanski, l'affaire Erwin Sperisen où, en avril 2014, il retrouve au Guatemala la plaignante " fantôme " de son procès instruit à Genève, ou encore l'affaire Andriy Pavelko en 2018 qui lui vaut des menaces de mort pour avoir révélé un système de corruption mis en place en Ukraine par le président de la Fédération ukrainienne de football et membre exécutif de l'UEFA.
Il est ensuite spécialisé dans les affaires vaticanes et suit le pontificat du pape François depuis son élection le 13 mars 2013, ayant notamment voyagé à plusieurs reprises en Argentine pour rencontrer ses proches et ses intimes. En 2018, Arnaud Bédat affirme néanmoins n'être pas croyant et assure qu’il ne se pose pas la question de la vie après la mort. Il déclare qu’il a « l’athéisme naturel », comme on parle de la « foi naturelle ». Depuis la mort de son père, la mort demeure à ses yeux « un trou noir ».
Il a également participé ou collaboré à différentes émissions de télévision, telles que 
13 h 15, le dimanche, Temps présent, Pardonnez-moi, C dans l'air, Sans aucun doute, Secrets d'actualité, Le Droit de savoir, 50 minutes inside, Zone interdite, Enquête exclusive, Arrêt sur images, Le Vrai Journal, Faites entrer l'accusé, 66 minutes (M6), Zone d’ombre (TSR), Chroniques criminelles, les journaux télévisés de TF1 ou France 2, mais aussi des émissions de télévision à l'étranger, au Portugal, au Brésil, en Italie, en Espagne, mais aussi au Québec avec des émissions tels quels Tout le monde en parlait. Chez Michel Drucker, en mars 2014, il est l'invité de Garou à Vivement dimanche sur France 2, et Darius Rochebin lui consacre un Pardonnez-moi sur la RTS en mai 2014 à l'occasion de la parution de son livre François l'Argentin consacré au pape François intime raconté par ses proches à Buenos Aires, et un second le 12 février 2017.
En 2015, avec le réalisateur Jacob Berger, il co-signe le documentaire Solar Impulse, l'exploit suisse de l'année (première diffusion RTS1, 21 décembre 2015) consacré à l'exploit de Bertrand Piccard et André Borschberg.
Il est aussi à l'origine de la rencontre entre le pape François et Jérôme Kerviel le 19 février 2014 à Rome. En juin 2016, il est le premier journaliste suisse à pouvoir voyager avec le pape François à bord de l'avion pontifical, la première fois lors d'un déplacement pastoral du Saint-Père en Arménie (24-26 juin 2016).
En septembre 2017, il fait une apparition dans le nouveau roman policier de Nicolas Feuz, Eunoto, des années après Les cigales de Satan de William Reymond (Flammarion, 2000), où il était alors caricaturé sous les traits du " père Bédat ". Durant l'été 2021, il devient le personnage d'un roman d'espionnage écrit par Mark Zellweger (Les Saigneurs du royaume des cinq anneaux, Éditions Eaux Troubles). Il apparaît également en tant qu'ami de Guy Lefranc dans la bande dessinée Le scandale Arès (Casterman, 2022).
En 2022 est diffusé à la télévision la série documentaire Temple solaire, l'enquête impossible, qui retrace les coulisses de cette affaire criminelle. Arnaud Bédat témoigne avec ses deux collègues français de TF1, qui ont tout particulièrement suivi l'enquête, le spécialiste des sectes Bernard Nicolas et Gilles Bouleau, le futur présentateur du journal de 20 heures. Ce dernier déclare au sujet d'Arnaud Bédat « Quand j'allais voir la Sûreté du Québec pour récupérer des procès-verbaux, on me disait toujours qu'un petit Suisse était passé avant moi. Je demandais : 'Comment il s'appelle? Bodux? Badeau? Bédat!' Là où j'étais, il était. Mais on ne se connaissait pas" ».
Le 18 mai 2022, paraît la bande dessinée Le Scandale Arès, où le dessinateur Régric immortalise Arnaud Bédat dans la nouvelle aventure de Lefranc. Arnaud explique à ce sujet : « Il m’a souvent entendu intervenir dans l’émission L’heure du crime, diffusée sur RTL. C’est ainsi que cela s’est passé ».
Il décède le 20 juillet 2023 des suites d'une maladie. La cérémonie d'adieu a lieu le 24 juillet dans l'église Saint-Pierre à Porrentruy.

### Affaires pénales
Le 15 juin 2008, il est condamné pénalement pour « divulgation de documents officiels secrets » par le Tribunal de police de Lausanne à une amende de 4 000 francs suisses pour avoir divulgué, dans un article écrit à propos d'un accident survenu sur le Grand Pont de la ville de Lausanne, des documents contenus dans le dossier d'enquête. Après le rejet de son recours par le Tribunal fédéral, il porte l'affaire auprès de la Cour européenne des droits de l'homme, à Strasbourg, alléguant une violation par la Suisse de la liberté d'expression. Un premier jugement, le 1er juillet 2014, lui donne entièrement raison, mais la Suisse fait appel. Par arrêt du 29 mars 2016, la Grande Chambre de la Cour européenne des droits de l'homme casse le premier jugement, estimant que les autorités suisses n'avaient pas violé la liberté d'expression de l'intéressé,.
Le 12 septembre 2008, coaccusé avec Yeslam Bin Ladin et l'éditeur de VSD Philippe Labi, il est relaxé par la 17e Chambre du Tribunal de Grande Instance de Paris de l'accusation de « diffamation » à l'encontre de Jean-Charles Brisard, auteur d'un livre sur Oussama ben Laden.

## Publications

### Ouvrages
- L'énigme Dieuleveult, Favre, coll. « Voies et chemins », 1988, 158 p. (ISBN 978-2-8289-0231-5)
- Les Chevaliers de la mort : [enquete et revelations sur l'Ordre du temple solaire]., TF1 Editions, 1996, 350 p. (ISBN 978-2-87761-148-0) Avec Gilles Bouleau et Bernard Nicolas.
- L'Ordre du temple solaire : enquête et révélations sur les chevaliers de l'apocalypse, Libre Expression (Montréal), 1997, 350 p. (ISBN 978-2-89111-707-4) Avec Gilles Bouleau et Bernard Nicolas. (Version canadienne des "Chevaliers de la mort")
- L'Ordre du temple solaire, les secrets d'une manipulation, Flammarion, coll. « Document », 2000, 451 p. (ISBN 978-2-08-067842-3) Avec  Gilles Bouleau  et  Bernard Nicolas.
- "Le Martyre d'Annil" de Robert Caze (Préface et notes, avec René-Pierre Colin), Tusson, Du Lérot & SJE, coll. « D'après nature », 2010, 270 p. (ISBN 978-2-35548-038-6, BNF 42223613)
- François l'Argentin. Le pape intime raconté par ses proches, Pygmalion, 2014.  (ISBN 978-2-7564-1120-0)
- François, seul contre tous. Enquête sur un pape en danger. Flammarion, 2017.  (ISBN 978-2-0813-8856-7)[22],[23],[24],[25],[26],[27]
- Voir un ami voler. Les dernières années de Jacques Brel. Avec Jean Liardon. Plon, 2018.  (ISBN 978-2-259-26340-5)[28],[29],[30]

### Ouvrages en collaborations
- Grand album Jules Verne, Éditions Hachette, 1982, coll. Les Intégrales.
- La Course autour du monde, le récit des participants. Éditions Hachette, 1984.
- La dernière interview de Georges Simenon, Actes SJE, 2005.
- Actes du colloque Paschal Grousset de Grisolles, Des Barbares, 2009[31].
- DSK, l'enquête. Éd. Paris-Match, collection Événements, 2011.
- True Crime 2, Editions Ring, 2016. ("L'affaire Stern").
- Le jardin secret de Jean-Pierre Coffe, Éditions Larousse, 2017.
- Salut Alain! Hommage à Alain Rey, Éditions Le Robert, 2021.